# Al-Wajid Aminu
Al-Wajid Aminu (Stone Mountain, 1º settembre 1998) è un cestista statunitense con cittadinanza nigeriana.

## Biografia
È il fratello minore dei cestisti Al-Farouq e Alade Aminu.